# Festival Caméras Rebelles
Le festival Caméras Rebelles est un festival de cinéma se déroulant chaque année en janvier à Rennes (Ille-et-Vilaine, France). Il est organisé par L'ONG Amnesty International Rennes. Le festival a pour but d'informer et de sensibiliser un large public à l'actualité des droits humains, à travers le cinéma. Il a été fondé en 2015 par les associations Peuples Solidaires et Amnesty International.  
Chaque soirée du festival se compose d'une projection suivie d'un débat avec le public animé par un intervenant.

## Histoire
Le festival est fondé en 2015 par Cyril Leroyer, responsable à l'époque de l'antenne rennaise d'Amnesty International, et par l'association Peuples Solidaires. Les deux associations avaient déjà collaboré par le passé en organisant des soirées de projections suivies d’un débat et travaillaient déjà auparavant depuis trois ans,. 
Il a été créé avec pour objectif « d'informer et de sensibiliser un large public à l'actualité des droits humains, à travers le cinéma. ». Ce dernier ne se veut pas comme un festival de militants. Son objectif est de sortir de l'entre-soi.
La première édition du festival s'est tenue à Rennes du 5 au 9 octobre 2015. Il proposait des films dénonçant les dégâts sociaux, économiques et humains des multinationales à travers le monde. Cinq films ont été projetés dans des communes de l'agglomération rennaise : à Rennes, Betton, Châtillon-en-Vendelais et Thorigné-Fouillard.

## Éditions

### Édition 2015
- Date : 5 au 9 octobre 2015
- Thème : « Multinationales : dégâts humains, sociaux, écologiques »[4]

| Jour               | Titre                                               | Type             | Réalisateur       | Pays     | Intervenant(s)                              |
| ------------------ | --------------------------------------------------- | ---------------- | ----------------- | -------- | ------------------------------------------- |
| Lundi 5 octobre    | Les secrets inavouables de nos téléphones portables | Documentaire     | Martin Boudot     | France   | Martin Boudot                               |
| Mardi 6 octobre    | Les Damnés de la mer                                | Long métrage     | Jawad Rhalib      | Belgique | Frédéric Le Manach                          |
| Mercredi 7 octobre | Fort McMoney                                        | Web-documentaire | David Dufresne    | Canada   | Jean Aubin                                  |
| Jeudi 8 octobre    | Un Business florissant                              | Court métrage    | Ton van Zantvoort | Pays-Bas | Amnesty International et Peuples solidaires |
| Vendredi 9 octobre | L’Enfer au paradis                                  | Documentaire     | Frank Garbely     | Suisse   | Amnesty International France                |

### Édition 2016
Pas de festival cette année-là

### Édition 2017
- Date : 23 au 27 janvier 2017[5]
- Thème : « Environnement et droits humains »[3]

| Jour                | Titre                                          | Type         | Réalisateur         | Pays       | Intervenant(s)      |
| ------------------- | ---------------------------------------------- | ------------ | ------------------- | ---------- | ------------------- |
| Lundi 23 janvier    | Planète à vendre                               | Long métrage | Alexis Marant       | France     | Hélène Roux         |
| Mardi 24 janvier    | Thule Tuvalu                                   | Documentaire | Matthias Von Gunten | Suisse     | Laurent Labeyrie    |
| Mercredi 25 janvier | Pour l'amour de l'eau                          | Documentaire | Irena Salina        | États-Unis | Jean-Luc Touly      |
| Jeudi 26 janvier    | La Terre outragée                              | Long métrage | Michale Boganim     | France     | Sortir du Nucléaire |
| Vendredi 27 janvier | Irrespirable, des villes au bord de l'asphyxie | Documentaire | Delphine Prunault   | France     | Olivier Blond       |

### Édition 2018
- Date : 8 au 12 janvier 2018[6]
- Thème : « Les lanceurs d'alerte »[7]

| Jour                | Titre                                                    | Type         | Réalisateur       | Pays       | Intervenant(s)                      |
| ------------------- | -------------------------------------------------------- | ------------ | ----------------- | ---------- | ----------------------------------- |
| Lundi 8 janvier     | Les Sentinelles                                          | Documentaire | Pierre Pezerat    | France     |                                     |
| Mardi 9 janvier     | Promised Land                                            | Long métrage | Gus Van Sant      | États-Unis | Francis Châteaureynaud              |
| Mercredi 10 janvier | Dans la peau d'un lanceur d'alerte : la vérité a un prix | Documentaire | Benoît Bringer    | France     | George Fournier                     |
| Vendredi 12 janvier | La fille de Brest                                        | Long métrage | Emmanuelle Bercot | France     | Irène Frachon et Christophe Dabitch |

### Édition 2019
- Date : 14 au 18 janvier 2019[8]
- Thème : « Les relations entre pouvoir et médias »[8],[9]

| Jour                | Titre                              | Type         | Réalisateur                      | Pays       | Intervenant(s)             |
| ------------------- | ---------------------------------- | ------------ | -------------------------------- | ---------- | -------------------------- |
| Lundi 14 janvier    | C’est dur d’être aimé par des cons | Documentaire | Daniel Leconte                   | France     | Denis Ruellan              |
| Mardi 15 janvier    | Les Nouveaux Chiens de garde       | Documentaire | Gilles Balbastre Yannick Kergoat | France     | Yannick Kergoat            |
| Mercredi 16 janvier | Tahiti Pacifique Magazine          | Documentaire | Arnaud Hudelot                   | France     | Philippe Lemoine           |
| Jeudi 17 janvier    | Facebookistan                      | Documentaire | Jakob Gottschau                  | Danemark   | Olivier Tredan             |
| Vendredi 18 janvier | Pentagon Papers                    | Long métrage | Steven Spielberg                 | États-Unis | Laurent Mauduit Jean Stern |

### Édition 2020
- Date : 22 au 26 janvier 2020
- Thème : « La montée des Populismes »[10]

| Jour                | Titre                                                                                           | Type          | Réalisateur                                        | Pays         | Intervenant(s)                    |
| ------------------- | ----------------------------------------------------------------------------------------------- | ------------- | -------------------------------------------------- | ------------ | --------------------------------- |
| Mercredi 22 janvier | Bannon, le grand manipulateur                                                                   | Documentaire  | Alison Klayman                                     | États-Unis   | Marie-Cécile Naves                |
| Jeudi 23 janvier    | When the war comes                                                                              | Documentaire  | Jan Gebert                                         | Rép. tchèque | Anaïs Voy-Gilis                   |
| Vendredi 24 janvier | Chez nous                                                                                       | Long métrage  | Lucas Belvaux                                      | France       | Vincent Martigny                  |
| Samedi 25 janvier   | Le business de la vache sacrée Cinq choses à savoir sur Narendra Modi Inde : Premier de la race | Documentaires | Antoine Müller, Sébastien Olland, L'Effet Papillon | France       | Christophe Jaffrelot              |
| Dimanche 26 janvier | La Vague                                                                                        | Long métrage  | Dennis Gansel                                      | Allemagne    | Christian Le Bart, David François |